# Кайба (река)
Кайба — река в Томской области России, левый приток Латата. Устье находится в 18 км от устья Латата по левому берегу. Длина реки составляет 24 км. Высота устья 119 м. Левый приток — Кабачанка.
Возле устья находится деревня Мало-Жирово.

## Данные водного реестра
По данным государственного водного реестра России относится к Верхнеобскому бассейновому округу, водохозяйственный участок реки — Чулым от в/п с. Зырянское до устья, речной подбассейн реки — Чулым. Речной бассейн реки — (Верхняя) Обь до впадения Иртыша.
Код водного объекта — 13010400312115200021155.